# 高桂滋

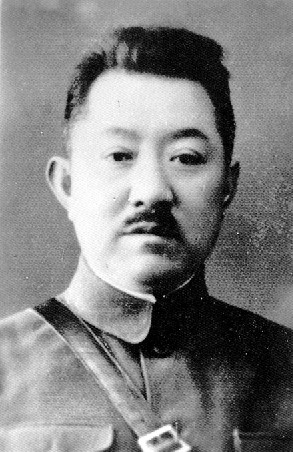

高桂滋（1891年—1959年1月9日），字培五，陕西省定边县人。中华民国军事将领，中华人民共和国政治人物。

## 生平

### 早年
高桂滋1911年经其姐丈郑思诚介绍加入中国同盟会，参加辛亥革命。1912年入陕西讲武堂，1914年毕业回籍。组建定边县保安队，任队长。不久，率队剿灭了长期危害地方的惯匪杨壳子，声名大震。陕北镇守使井岳秀虑其坐大难制。于民国8年(1919)改编定边县保安队为骑兵连，任高为连长，调驻绥德。民国10年(1921)春，井岳秀决意派兵围讨高桂滋。高闻讯后仓促发动兵变，将井部驻绥德骑兵第三连缴械，率300余众西走三边。井派兵追击，高部溃散，仅8人跟随。辗转至平凉，投陇东巡防军帮统张兆江。民国11年(1922)，井岳秀呈陕西督军陈树藩，行文甘肃，要求引渡高桂滋。高被扣押。得张兆江高级幕僚受云亭相救，弃官偕行，经西安至河北投胡景翼。经郑思诚介绍，胡景翼委任高为郑思诚团骑兵营长。高返惠安堡招集旧部刘杰三等，操办军马，开赴河南，两次参加直奉战争。
民国13年(1924)，冯玉祥、胡景翼、孙岳发动北京政变，共组国民军，高为国民二军独立团团长。1925年参加马厂讨伐奉军李景林之战获胜，升任国民二军第三补充旅旅长。后与直鲁联军战，国民二军战败溃散，高桂滋加入毅军米振标部，任第五混成旅旅长。民国16年(1927)春，在淮阴竖青天白日旗，就任国民革命军独立第八师师长。四一二事变，高反对部属共产党愿留者要求更名，愿去者发给路费。
1927年五月，武汉国民政府委高为暂编第十九军军长，后改为第四十七军，参加第二次北伐战争。战后，蒋介石为清除异己，将高部缩编为第一三三旅，后改独立第十旅，开赴山东，归陈调元指挥，驻防莒县、诸城、枣庄、安丘一带。高派兵剿灭莒县惯匪黄凤岐部，并开启莒县因迷信邪说而封闭多年的西城门，高部在驻地公买公卖，无犯百姓，颇得好评。时马鸿逵、刘珍年、范熙绩、任应岐等杂牌军蚁集山东，与高共谋反蒋。蒋介石于民国19年(1930)春扩编高部为新编第十九师，密令陈调元包围高部，予以歼灭。马、刘、任等人反戈相向，助蒋攻高。高桂滋孤军被困莒县、诸城两地，上下一心，奋力苦撑，坚持八个月后得地方红枪会相助，突围北撤，渡河入晋，驻防平定，改番号为正太护路军第一师。
民国20年(1931)7月，石友三附粤、桂军阀及国民党西山会议派反蒋。高部随商震出娘子关攻石友三后路大捷，补充石部败兵2000人，实力大增。经张学良通融，蒋介石编高部为陆军第八十四师，驻防邯郸。民国21年(1932)，日军进逼热河，京津震动，高任三十二军副军长兼八十四师师长，率部开赴喜峰口，参加长城抗战。“塘沽协定”签订后，高部调驻河南。
1934年11月，时任陆军第84师师长的高桂滋被调回陕北参加剿共，1935年收编施文华（老幺）、张廷芝两部，击溃惯匪杨猴小。此后因同中国工农红军多次作战失败，乃同中共秘密联络，毛泽东亲自拟定了八条建议，以密函送达高桂滋，双方此后达成了6条秘密协议。

### 抗日战争时期
抗日战争爆发后，高桂滋升任第17军军长兼第84师师长，辖第84师、第21师、第97师，7月中旬率部向东渡过黄河，奔赴抗战前线。张廷芝营欲留陕北独立，不听调遣，高令参谋长金醒吾将张营缴械。部队在察哈尔省独石口、赤峰、龙天一线布防。1937年8月17日，高桂滋部吕晓韬在井儿沟歼灭日军一个团；8月20日，高桂滋部艾捷三团在喜峰口歼灭日军一个团及一个骑兵大队。因刘汝明部放弃张家口、汤恩伯在南口失败，位于两者之间的第17军处境孤立，乃撤往长安岭、沙城地区。当时第17军仅存一个师即第84师，渡过桑干河后，该军被划归阎锡山领导的第二战区指挥。高桂滋率部沿蔚县、广陵大道防御日军，在山西灵丘火烧山同日军激战四个昼夜之后，于9月21日退往平型关内。此后，他参加平型关战役，在团城口布置正面防线，破坏入平型关的公路，同八路军115师形成左右两翼。日军铃木师团、坂垣师团多次进攻高桂滋部，高桂滋部同八路军115师配合，同日军激战了五天六夜。因伤亡惨重，高桂滋部此后退往忻口。日军先后攻占忻口、娘子关、太原之后，高桂滋率第17军退居晋西。1938年春，高桂滋部被划归第十八集团军总司令朱德指挥。此后高桂滋率部在太岳山区创建根据地，进行游而不擊一年多。
1939年，高桂滋部参加中条山战役，驻垣曲。中条山战役以后，高桂滋部在撤退途中同主力失掉联系，高桂滋的第17军军部在申家沟被日军冲散，高桂滋逃入山中，遭到日军悬赏10万元缉捕。在民众帮助下，高桂滋经一个多月辗转终于归队，率部突围渡过黄河，驻扎新安，后来调驻渑池，并兼中条山游击总司令。1939年，高桂滋曾派机要秘书秘密赴延安拜会毛泽东，表达了誓死抗战、不打内战的决心。 民国32年(1943)调驻甘肃固原后，杜斌丞因畏蔣中正迫害，至固原避住高处。酝酿成立“西北民主联军”，不果。中共派曹力如、齐应凯多次往返固原、延安之间，与高部秘密联系。民国34年(1945)，高奉调入重庆陆军大学将官班受训时，经章伯钧介绍秘密加入中国民主同盟。

### 国共内战
抗日战争胜利后，第17军遭到蔣中正前后两次缩编，高桂滋先后被任命为第八战区副司令长官、第一战区副司令长官。高桂滋的部队被黄埔一期将领何文鼎接管，高桂滋失去兵权。1947年，在重点进攻中，胡宗南在进攻延安前，拟任命高桂滋为前线总指挥，被高桂滋谢绝。1947年9月，蒋介石为拉拢起见，指定高为国民党四中全会中央候补委员。1947年10月，杜斌丞被胡宗南、祝绍周密杀，高出钱托白伯英理其丧葬。1949年，中国人民解放军占领重庆前夕，高桂滋逃入重庆长江南岸海棠滨的一所外国人医院，从而免于被迫逃往台湾。
中华人民共和国成立后，高桂滋任西北军政委员会委员兼西北农村工作部副部长。朝鲜战争爆发后，高桂滋为中国人民志愿军捐献了一架飞机。1954年，他当选第二届全国政协委员。1959年1月9日，他在北京病逝。